# Gene Colan
Eugene Jules Colan (Nueva York, Estados Unidos, 1 de septiembre de 1926-Nueva York, Estados Unidos, 23 de junio de 2011) más conocido como Gene Colan fue un dibujante y entintador de cómics estadounidense. 
Es considerado como uno de los más influyentes y representativos artistas de historieta por su trabajo en Daredevil, la obra de culto Howard el pato junto a Steve Gerber, Iron Man, Namor y, sobre todo, el clásico de terror La tumba de Drácula. Cocreo con Stan Lee a Falcon, el primer superhéroe afroamericano en las historietas mainstream de Estados Unidos.

## Biografía

### Primeros años
Eugene Jules Colan nació el primero de septiembre de 1926, hijo de Harold Colan, an vendedor de seguros, y Winifred Levy Colan, una vendedora de antigüedades, en el distrito del Bronx de la ciudad de Nueva York, Estados Unidos; sus padres tenían un negocio de antigüedades en el barrio Upper East Side de esa ciudad. Su familia era de origen judío y su apellido original había sido «Cohen».
Colan comenzó a dibujar a los tres años de edad; «la primera cosa que dibujé fue un león. Absolutamente debí haberlo copiado o algo así. Pero eso es lo que mi familia me dice. Y desde entonces, simplemente dibujé todo lo que tenía a la vista. Mi abuelo era mi tema favorito».
En 2001 Colan mencionó entre sus primeras influencias a la tira de prensa de aventuras Dickie Dare de Coulton Waugh, publicada en The New York Sun, «fui influenciado por el estilo o la historia. Principalmente la historia. Me lo tomaba muy en serio». Se mudó con su familia a Long Beach en Long Island cuando tenía alrededor de cuatro años. Más tarde intentó copiar las portadas del artista Norman Rockwell de la revista The Saturday Evening Post. Otras de sus principales influencias artísticas fueron los artistas de historieta Syd Shores y Milton Caniff.
Colan asistió a la George Washington High School en la sección Washington Heights del distrito de Manhattan y después estudió en la liga de estudiantes de arte de Nueva York.

### Carrera temprana
Colan comenzó a trabajar en historietas en 1944, haciendo ilustraciones para la serie de aventuras de aviación Wings Comics de la editorial Fiction House; Colan dijo que fue «un trabajo de verano antes de hacer mi servicio militar». Su primer trabajo publicado fue el relleno de no ficción «P-51B Mustang» en la sección «Wing Tips» (#52, diciembre de 1944) y su primera historieta fue la historia de siete páginas fue para el feature «Clipper Kirk» al mes siguiente.
Después de que intentó alistarse al cuerpo de Marines de los Estados Unidos durante la Segunda Guerra Mundial y fue retirado de ello por su padre porque era menor de edad, Colan de entre 18 y 19 años se alistó a las Fuerzas Aéreas del Ejército de Estados Unidos. Fue asignado originalmente a la escuela de artillería en Boulder, Colorado, pero esos planes cambiaron al concluir la guerra. Recordó en 2001 que «iba a ser un artillero aéreo. Un bombardero. Pero nunca se materializó». Después de su entrenamiento en un campo militar cercano a Biloxi, Misisipi, se unió a las fuerzas armadas en Filipinas. Allí Colan ascendió al rango de cabo, dibujó para el periódico Manila Times y ganó un concurso de arte.

Una vez que regresó a la vida como civil en 1946, Colan trabajó para la editorial Timely Comics, la precursora de Marvel Comics de la década de 1940. Recordó en el 2000:
Vivía con mis padres. Trabajé muy duro en una historia de guerra, de unas siete u ocho páginas, e hice todas las letras yo mismo, y la entinte yo mismo, incluso tenía un efecto de iluminación. Hice todo lo que podía hacer y la llevé a Timely. Lo que tenías que hacer en aquellos días era ir a la dulcería, toma un cómic, y buscar en la contraportada donde se estaba publicando. La mayoría de ellos se publicaban en Manhattan, te decían su domicilio y tu sencillamente ibas hacia allá a hacer una cita para ver al director de arte. Al Sulman, nombrado en las cabeceras de Timely como un «asociado editorial». [...] Me dio mi inicio. Fui allí y salió a recibirme en la sala de espera, miró mi trabajo y me dijo «siéntate aquí por un minuto». Se llevó mi trabajo y desapareció por cerca de diez minutos... entonces regresó y dijo «ven conmigo». Así es como conocí a[l editor en jefe] Stan [Lee]. Así nada más y tenía un empleo.
El historiador de cómics Michael J. Vassallo identifica la primera historia de Colan como «Adam and Eve - Crime Incorporated» en Lawbreakers Always Lose #1 (con fecha de portada de primavera de 1948), en la que tiene el número interno de trabajo 2401. Vassallo señala que otra historia, «The Cop They Couldn't Stop» en All-True Crime #27 (abril de 1948), número interno de trabajo 2505, que pudo haber sido publicada antes, citando que una fuente de incertidumbre es la diferencia en la nomenclatura de la fecha de portada («primavera» contra «abril»).
Contratado como un «dibujante a lápiz de planta», Colan comenzó a trabajar por «alrededor de 60 dólares a la semana. [...] Syd Shores era el director de arte». Debido a que el trabajo de Colan no fue acreditado, como era usual en aquel entonces, es difícil si no es que imposible establecer créditos de este periodo. En 2010, recordó que su primer dibujo para una portada fue para un número de Captain America Comics; Colan dibujó la historia principal de ese título en el número 72, con un artista de portada indeterminado. Definitivamente dibujó la portada de la historieta de terror Captain America's Weird Tales #75 (febrero de 1950), en el que no apareció el personaje titular en la portada ni en los interiores.
Después de que prácticamente todo el personal de Timely fue despedido durante una caída de negocios en la industria en 1948, Colan comenzó a trabajar de manera autónoma para National Comics, precursora de DC Comics. Un fanático de la precisión, investigó meticulosamente incontables historias bélicas para los títulos All-American Man at War, Captain Storm y Our Army at War de DC Comics, as+o como para las series de Atlas Comics, la precursora de Marvel Comics de la década de 1950, Battle, Battle Action, Battle Ground, Battlefront, G.I. Tales, Marines in Battle, Navy Combat y Navy Tales. El crédito confirmado más antiguo de Colan durante este periodo fue como dibujante y entintador de la historia policiaca de seis páginas «Dream Of Doom», sin créditos de escritor, en Lawbreakers Always Lose #6 (febrero de 1949) de Atlas.
Para inicios de la década de 1950, estaba viviendo en New Rochelle, Nueva York. Alrededor de este tiempo, realizó su primer trabajo para DC Comics, que entonces era la líder de la industria, en la serie licenciada Hopalong Cassidy, basada en el héroe de wéstern de cine y televisión; dibujó este título de 1954 a 1957. En la década de 1960, vivió en Nueva Jersey donde los hijos que tuvo con Adrienne, Erik y Nanci, fueron criados.

## Edad de plata de las historietas
Durante la década de 1960, mientras hacía trabajo autónomo para las historietas románticas de DC Comics, Colan hizo su primer trabajo de superhéroes para Marvel Comics bajo el pseudónimo Adam Austin. Introdujo el feature «Sub-Mariner» en Tales to Astonish y fue el sucesor de Don Heck en «Iron Man» Tales of Suspense.
En algún momento después de que Colan comenzó a usar seudónimos, Stan Lee, editor de Marvel, hizo ofertas para atraerlo de su trabajo en DC. Colan recordó: «Stan me pidió que fuera a trabajar con él. [...] Le dije «bueno, ¿cuál es el incentivo? ¿Por qué dejaría DC para trabajar contigo, a menos que hay algo para mí por hacerlo? No voy a dejarlos así nada más». Él dijo «Bueno, si estás buscando más dinero, no tiene caso.» Dije «¿qué quieres decir?» [risas] Dijo, «sencillamente porque, tarde o temprano, tendrán que despedirte, y tendrás que venir conmigo». [risas] Sonreí y dije, «Stan, creo que tengo que irme». Le di la mano y dije «esta bien, me quedaré donde estoy». Al día siguiente, recibí una llamada telefónica de Stan, porque había pedido más dinero y él me lo dio. Intentó un farol, y [...] entonces fui a trabajar con él».
Bajo su propio nombre, Colan se convirtió en uno de los principales artistas de Marvel durante la edad de plata de las historietas, ilustró a personajes como Capitán América, Doctor Strange y a su personaje distintivo, Daredevil. Trabajó, al igual que los demás artistas de la editorial, usando el «Método Marvel», el que el editor en jefe y escritor principal Stan Lee «hablaba conmigo por teléfono durante unos pocos minutos, me decía el inicio, mitad y final [de una historia] y no mucho más, tal vez cuatro o cinco párrafos, y entonces me decía que tenía que hacer una historia [de 20 páginas] con ello», después producía los dibujos y Lee escribía el diálogo y títulos. Colan forjó su propio estilo, diferente al de los artistas Jack Kirby y Steve Ditko, a quienes Lee nombraba como ejemplos del estilo Marvel:
Cualquier título que él pensaba que estaba vendiendo, hacía que el resto del personal intentara copiar el mismo estilo de trabajo, pero yo no lo hacía, Le decía que si quería a Steve Ditko entonces necesitaba traer a Steve Ditko. No podría hacerlo, tenía que ser yo mismo. Así que me dejaba en paz. [...] Sabía que hablaba en serio y que no podía hacerlo y que no tenía caso intentar forzarme a hacerlo. Stan reconoció algo en mi trabajo desde el principio, lo que sea que fuere, que me dio mi primer gran inicio. Y siempre me llevé muy bien con Stan; no todos pueden decir eso pero yo sí [...] así que me dejaba hacer más o menos lo que yo quisiera [...] siempre había algún pequeño cambio aquí y allá, pero básicamante me dejaba en paz. [...] Y me intimidaba Stan. No quería entrar en su oficina, me incomodaba un poco, pero era muy agradable conmigo. Me dejó en paz porque era capaz de entregar lo que estaba buscando, así que nunca tuvimos ningún problema.
Lee y Colan crearon a los Emisarios del Mal en Daredevil Annual #1 (1967) y a Jester en Daredevil #42 (julio de 1968). El largo periodo de Colan en el título de Daredevil incluyó 81 números ininterrumpidos, con la excepción de tres números, del #20 al #100 (septiembre de 1966-junio de 1973) y el número anual de 1967. Regresó a escribir diez número del título a lo largo de 1974 y 1979, y ocho números en 1997. 
Colan admitió su dependencia a las anfetaminas para cumplir con las fechas de entrega de las ilustraciones para la serie Doctor Strange. para el cual personalmente visitó y tomó fotografías de referencia de GreenWich Village, el barrio en el que vive el personaje ficticio.
Entre los personajes cocreados por Colan se encuentran el Capitán Marvel, un personaje creado para asegurar los derechos de marca del nombre, debutó en Marvel Super-Heroes #12 (diciembre de 1967), escrito por Lee, y los Guardianes de la Galaxia originales, quienes aparecieron por primera vez en Marvel Super-Heroes #18 (enero de 1969), escritos por Arnold Drake.

En Captain America #117 (septiembre de 1969), Colan y Stan Lee crearon a Falcon, el primer superhéroe afroamericano en las historietas mainstream de Estados Unidos. En 2008 Colan recordó la creación del personaje:
[...] a finales de los años 1960 [cuando las noticias de] la Guerra de Vietnam y las protestas por derechos civiles eran regulares, y Stan, que siempre quería estar a la vanguardia de las cosas, comenzó a traer esos titulares a las historietas. [...] Uno de los pasos más grandes que tomamos en esta dirección ocurrió en Captain America. Yo disfrutaba de dibujar a personas de todo tipo. Dibujé tantos tipos diferentes de persona como podía en las escenas que ilustraba, y amaba dibujar a personas negras. Sus facciones siempre me parecieron interesantes y mucho de su fuerza, espíritu y sabiduría estaba escrito en sus rostros. Me acerqué a Stan, según recuerdo, con la idea de introducir a un héroe afroamericano y comenzó a trabajar en ello inmediatamente [...] Di un vistazo a varias revistas afroamericanas y las usé como fuente de inspiración para traer a la vida a Falcon.
Al mismo tiempo que trabajó en Marvel, Colan contribuyó varias historias para la línea de historietas de terror de la editorial Warren Publishing, comenzando con la historia de seis páginas «To Pay the Piper», escrita por Larry Ivie, en Eerie #2 (marzo de 1966). En esta publicación y en Creepy Colam entinto sus propios dibujos. Su última historia original para Warren, «First Blood», apareció en Eerie #11 (septiembre de 1967). La gran mayoría de estas historias fueron escritas por Archie Goodwin, entonces editor de Warren, con quien Colan posteriormente colaboró en Iron Man.

## La tumba de Drácula y regreso a DC Comics
En la década de 1970 Colan ilustró todos los setenta números de la aclamada historieta de terror La tumba de Drácula, así como la mayoría de los números de la historieta de culto Howard the Duck, del escritor Steve Gerber.

Colan, que ya era un artista bien establecido en Marvel Comics, dijo que presionó para que le fuera asignado el título La tumba de Drácula:
Cuando escuché que Marvel iba a publicar un título de Drácula, confronté a Stan [Lee, editor de Marvel,] sobre ello y le pedí que me dejara hacerlo. Me puso muchas trabas pero, resultó que retiró su promesa, diciendo que le había prometido el título a Bill Everett. Bueno, allí en ese momento hice la audición por el título. Stan no sabía lo que tramaba, pero pasé un día en casa trabajando una muestra, usando a [el actor] Jack Palance como mi inspiración y se la mandé a Stan. Recibí una llamada ese mismo día: «es tuyo».
Colan y Marv Wolfman crearon a varios personajes secundarios para la serie de Drácula. Cocrearon a Blade en Tomb of Dracula #10 (julio de 1973) y a Lilith en Giant-Size Chillers #1 (junio de 1974). Colan se volvió el primer artista del segundo volumen de Doctor Strange en el número 6 (febrero de 1975), en el que se introducía a Gaea. Durante la colaboración de Colan con Steve Gerber en Howard the Duck, el personaje personaje titular fue nominado por el All-Night Party, un partido político ficticio, como su candidato para la presidencia de Estados Unidos en 1976, lo cual causó que recibiera votos por escrito en las elecciones del mundo real. Gerber más tarde le dijo a Colan que «realmente había una conexión casi telepática allí. ¡Veía algo en mi mente y así es como lo dibujabas! Nunca tuve o volví a tener esa experiencia con otro artista».

Colan regresó a DC Comics en 1981, después de tener diferencias profesionales con Jim Shooter, el editor en jefe de Marvel. Colan recordó dos décadas después que Shooter:
[...] me odiaba. Era miserable [allí]. Fue la peor experiencia [...] una de las peores que he experimentado. Tuve que dejar Marvel debido a él. No podía quedarme y [...] dejé todo atrás. Dejé un plan de jubilación, todo. Me hubiera quedado, pero Shooter me hizo pasar muy malos momentos. De hecho, el vice presidente [de Marvel] había asistido a una reunión conmigo y Shooter, tratando de apaciguarme y que me quedara. Pero simplemente no podía hacerlo, porque podía ver los designios y sabía hacia donde se dirigía Shooter, y no quería nada más de ello.
Colan fue el artista principal de Batman de 1981 a 1986, dibujando la mayoría de los números de Detective Comics y Batman durante este periodo; su primer número fue Batman #340 (octubre de 1981). Junto con el escritor Gerry Conway, Colan revivió a los supervillanos de la edad de oro de las historietas Doctor Death (Batman #345, marzo de 1982) y Monk (Batman #350, agosto de 1982), además de cocrear a Killer Croc (Detective Comics #523, febrero de 1983) y a Nightslayer, con Doug Moench (Detective Comics #529, agosto de 1983).
En un avance inserto en DC Comics Presents #41 (enero de 1982), Roy Thomas y Colan cambiaron el diseño del traje de Mujer Maravilla, reemplazando el águila en su corpiño por un emblema con un «WW» estilizado; este emblema, a diferencia del águila, podía ser registrada como una marca y por lo tanto tenía más potencial para merchandising. El nuevo traje de Mujer Maravilla debutó en Wonder Woman #288 (febrero de 1982) junto con un pendón en la portada usando el emblema "WW". Colan fue uno de varios artistas que colaboraron en Wonder Woman #300 (febrero de 1983) y permaneció en ese título hasta el número 305, en el que el escritor Dan Mishkin reintrodujo al personaje Circe.
Steve Gerber y Colan colaboraron en DC para producir la serie limitada The Phantom Zone (enero a abril de 1982). También trabajó nuevamente con Marv Wolfman en el título Night Force (agosto de 1982-septiembre de 1983), en el que aparecían personajes introducidos en un inserto en The New Titans #21 (julio de 1982). Colan también colaboró en la serie limitada DC Challenge (1985) así como en las series Silverblade (1987, con Cary Bates), Jemm, Son of Saturn (1984, con Greg Potter) y The Spectre (1987, con Doug Moench).

## Segunda mitad de la década de 1980
El estilo de Colan, caracterizado por un trazo fluido de figuras y amplio uso de sombras era inusual entre los artistas de la edad de plata de las historietas y se volvió más pronunciado conforme avanzó su carrera. Usualmente trabajó como dibujante a lápiz con Frank Giacoia y Tom Palmer como sus entintadores más frecuentes. Colan elaboró dibujos completos en grafito y acuarelas para las series limitadas de DC Comics Nathaniel Dusk (1984) y Nathaniel Dusk II (1985–86) además del feature «Ragamuffins» en Eclipse #3, 5 y 8 (1981–1983) de la editorial Eclipse Comics, con Don McGregor.
El trabajo para editoriales independientes incluyó la novela gráfica Detectives Inc.: A Terror Of Dying Dreams (1985) para Eclipse, escrita por McGregor, además de la serie limitada Predator: Hell / Hot Water para Dark Horse Comics. Contribuyó en la editorial Archie Comics a finales de la década de 1980 e inicios de 1990 como dibujante y ocasionalmente como escritor, entre ellas Time Police #1-6 (julio de 1990-mayo de 1991), y el one-shot To Riverdale and Back Again, la adaptación de una película de la película para televisión homónima.
De vuelta en Marvel, colaboró una vez más con Marv Wolfman y con el veterano entintador Al Williamson en una nueva serie de La Tumba de Drácula, además de una serie de Pantera Negra con Don McGregor, como parte de la antología Marvel Comics Presents, y una adaptación de The Harrowers: Raiders of the Abyss de Clive Barker.
A finales de la década de 1980, además de su trabajo como artista, Colan enseñó en la Escuela de Artes Visuales de Nueva York y en el Fashion Institute of Technology, además de tener exposiciones en la Galería Bess Cutler de Nueva York y la Galería de Artes de Elm Streets en Manchester, Vermont.

## Vida y carrera posterior
Colan hizo trabajo de arte inserto para Hellbilly Deluxe (agosto de 1998), el primer disco en solitario de Rob Zombie, en el que se le acredita como Gene «The Mean Machine» (el maquinón) Colan. Un proyecto que no se concretó fueron la historieta Elvis: Mystery Train de Marvel Music, como lo recordó Colan en 1996: «cuando Marvel comenzó a tener problemas, todo se detuvo. Ahora está en un limbo. El hijo del senado Daniel Patrick Moynihan lo está escribiendo [...]».
En 1998, Colan y Marv Wolfman colaborar en la serie limitada The Curse of Dracula (julio-septiembre de 1998) para Dark Horse Comics. Colan dijo que ese título requería a «un Drácula más apuesto y mucho más joven» que el dibujado en La Tumba de Drácula, por lo que usó a su «jardinero como modelo [...] le pedí que posara y lo hizo». Para esa misma editorial Colan trabajó en el one-shot Buffy the Vampire Slayer: Tales of Slayers en 2001.
Colan dibujó las páginas finales de Blade vol. 3 #12 (octubre de 2007), el número final de esa serie, en el que el personaje principal aparece con su atuendo original de la serie La Tumba de Drácula; ese mismo mes dibujó páginas para el número de aniversario Daredevil vol. 2 #100, en este número también apareció una reimpresión de Daredevil #90-91 (agosto-septiembre 1972), dibujado por Colan.
Continuó produciendo arte original hasta finales de 2009, dibujó Captain America #601 (septiembre de 2009), por el que ganó un premio Eisner.

## Vida personal
Gene Colan se casó dos veces, primero con Sallee Greenberg, con quien tuvo a sus hijas Valerie y Jill antes de su divorcio; después se casó con Adrienne Brickman, con quien tuvo a sus hijos Erik y Nanci. Adrienne Colan murió el 21 de junio de 2010.
En mayo de 2008, la familia de Colan anunció que se encontraba hospitalizado por falla hepática y su salud se había deteriorado precipitadamente. Para diciembre de ese año, se había recuperado lo suficiente para viajar a una firma de autógrafos en una tienda de California.
Colan falleció en el distrito del Bronx, Nueva York, en junio de 2011, a los 84 años de edad, después de complicaciones por enfermedad y cáncer hepático. Vivía en el distrito de Brooklyn, Nueva York, al momento de su muerte.

## Premios y reconocimientos
- 1977 Premio Eagle a Historieta favorita (humor) por Howard the Duck, con Steve Gerber.[64]
- 1978 Premio Eagle a Historieta favorita (humor) por Howard the Duck, con Steve Gerber, y nominación a otros cuatro premios.[65]
- 1978 Premio Inkpot.[66]
- 2005 Incluido en el salón de la fama del premio Eisner.[67]
- 2008 Premio Sparky del Cartoon Art Museum.[68]
- 2008 Retrospectiva «Colan: Visions of a Man without Fear» en el Cartoon Art Museum, del 15 de noviembre de 2008 al 15 de marzo de 2009.[56][69]
- 2009 Premio Sergio de la Comic Art Professional Society.[70]
- 2010 Premio Eisner a mejor número individual por Captain America #601 (septiembre de 2009), con Ed Brubaker.[59]